# Wybory parlamentarne na Węgrzech w 2022 roku
Wybory parlamentarne na Węgrzech w 2022 roku odbyły się 3 kwietnia.

## Termin wyborów
11 stycznia prezydent János Áder zarządził na dzień 3 kwietnia termin przeprowadzenia wyborów parlamentarnych do Zgromadzenia Krajowego. Tego samego dnia odbyło się także referendum na temat w sprawie zajęć szkolnych dotyczących orientacji seksualnej i promocji korekty płci.

## System wyborczy
199 członków Zgromadzenia Krajowego wybieranych jest za pomocą dwóch metod; 106 deputowanych w okręgach jednomandatowych w drodze głosowania w pierwszej kolejności, pozostałych 93 deputowanych wyłanianych jest w jednym ogólnokrajowym okręgu wyborczym za pomocą ordynacji proporcjonalnej - w systemie częściowo wyrównawczym. Próg wyborczy wynosi 5%, przy czym dla koalicji dwóch partii wzrasta do 10%, a dla koalicji trzech lub więcej do 15%. Mandaty przydzielane są przy użyciu metody d’Hondta.
Od 2014 roku każda z mniejszości etnicznych ormiańskiej, bułgarskiej, chorwackiej, niemieckiej, greckiej, polskiej, romskiej, rumuńskiej, rusińskiej, serbskiej, słowackiej, słoweńskiej i ukraińskiej może zdobyć jeden z 93 mandatów na listach partyjnych, jeśli zarejestruje się jako konkretna lista i osiągnie obniżony próg, około 0,27%.

## Rezultat
Po przeliczeniu wszystkich głosów, w tym głosowania korespondencyjnego, koalicja Fidesz-KDNP otrzymała 54,13 proc., sojusz opozycji 34,44 proc., a Mi Hazánk Mozgalom 5,88 procent. 5 proc. próg do wejścia do parlamentu. Frekwencja wyniosła 69,59 procent łącznie z głosami korespondencyjnymi. Wynik utrzymał większość kwalifikowaną Fidesz-KDNP, utrzymano koalicję rządową.
|                                     |                                             |                                                |                                                |                                                |                               |         |       |  |  |
| Partia                              | Partia                                      | Lista Ogólnokrajowa (ordynacja proporcjonalna) | Lista Ogólnokrajowa (ordynacja proporcjonalna) | Lista Ogólnokrajowa (ordynacja proporcjonalna) | Okręgi jednomandatowe mandaty | Razem   | Razem |  |  |
| Partia                              | Partia                                      | Głosy                                          | %                                              | Mandaty                                        | Okręgi jednomandatowe mandaty | Mandaty | ±     |  |  |
|                                     | Fidesz – KDNP                               | 3 060 706                                      | 54,13                                          | 48                                             | 87                            | 135     | 2     |  |  |
|                                     | Zjednoczeni dla Węgier                      | 1 947 331                                      | 34,44                                          | 38                                             | 19                            | 57      | 8     |  |  |
|                                     | Ruch Naszej Ojczyzny                        | 332 487                                        | 5,88                                           | 6                                              | 0                             | 6       | ±0    |  |  |
|                                     | Węgierska Partia Psa o Dwóch Ogonach        | 185 052                                        | 3,27                                           | 0                                              | 0                             | 0       | ±0    |  |  |
|                                     | Samorząd Krajowy Niemców na Węgrzech (MNOÖ) | 24 630                                         | 0,44                                           | 1                                              | –                             | 1       | ±0    |  |  |
|                                     |                                             |                                                |                                                |                                                |                               |         |       |  |  |
| Ważne głosy                         | Ważne głosy                                 | 5 651 057                                      | 98,84                                          |                                                |                               |         |       |  |  |
| Puste/nieważne głosy                | Puste/nieważne głosy                        | 66 125                                         | 1,16                                           |                                                |                               |         |       |  |  |
| Razem                               | Razem                                       | 5 717 182                                      |                                                |                                                |                               |         |       |  |  |
| Zarejestrowani wyborcy / Frekwencja | Zarejestrowani wyborcy / Frekwencja         | 8 215 304                                      | 69,59                                          |                                                |                               |         |       |  |  |
| Źródło: Narodowe Biuro Wyborcze     |                                             |                                                |                                                |                                                |                               |         |       |  |  |